# Câmara dos Deputados (México)
A Câmara de Deputados (Espanhol: Cámara de Diputados) é a câmara baixa do Congresso da União. É composto por representantes da nação, que são 500 deputados eleitos em sua totalidade a cada três anos, para cada um dos quais é escolhido também um suplente. Sua sede é o Palácio Legislativo de San Lázaro.

## Ultimas eleições

### 2018
| Partido                              | Partido    | Distrito | Distrito | Distrito   | Proporcional | Proporcional | Proporcional | Total cadeiras | +/– |
| Votos                                | %          | Cadeiras | Votos    | %          | Cadeiras     |              |              | Total cadeiras | +/– |
| ------------------------------------ | ---------- | -------- | -------- | ---------- | ------------ | ------------ | ------------ | -------------- | --- |
| Movimento Regeneração Nacional       | 20,972,573 | 37.25    | 105      |            |              | 84           | 189          | +154           |     |
| Partido de Ação Nacional             | 10,096,588 | 17.93    | 42       |            |              | 41           | 83           | –25            |     |
| Partido Revolucionário Institucional | 9,310,523  | 16.54    | 7        |            |              | 38           | 45           | –158           |     |
| Partido da Revolução Democrática     | 2,967,969  | 5.27     | 9        |            |              | 12           | 21           | –35            |     |
| Partido Verde Ecologista             | 2,695,405  | 4.79     | 5        |            |              | 11           | 16           | –31            |     |
| Movimiento Ciudadano                 | 2,485,198  | 4.41     | 17       |            |              | 10           | 27           | +1             |     |
| Partido do Trabalho                  | 2,211,753  | 3.93     | 57       |            |              | 4            | 61           | +55            |     |
| Partido Nueva Alianza                | 1,391,376  | 2.47     | 2        |            |              | 0            | 2            | –8             |     |
| Partido Encuentro Social             | 1,353,941  | 2.40     | 56       |            |              | 0            | 56           | +48            |     |
| Independentes                        | 539,347    | 0.96     | 0        |            |              | 0            | 0            | –1             |     |
| Write-ins                            | 32,959     | 0.06     | –        |            |              | –            | –            | –              |     |
| Nulos/Brancos                        | 2,242,615  | 3.98     | –        |            |              | –            | –            | –              |     |
| Total                                | 56,300,247 | 100      | 300      |            | 100          | 200          | 500          | 0              |     |
| Eleitores Aptos/Comparecimento       | 89,994,039 | 63.21    | –        | 89,994,039 |              | –            | –            | –              |     |
| Fonte: INE                           |            |          |          |            |              |              |              |                |     |